# George Wagner
George Raymond Wagner, beter bekend als Gorgeous George, (Butte (Nebraska), 24 maart 1915 – Hollywood, 26 december 1963) was een Amerikaans professioneel worstelaar.
In Verenigde Staten, tijdens de First Golden Age of Professional Wrestling in de jaren 1940-1950, Wagner werd een van de grootste sterren in die periode. Hij werd opgenomen in de WWE Hall of Fame als deel van de Class of 2010.

## Erelijst
- American Wrestling Association
  - AWA World Heavyweight Championship (1 keer)

- Gulf Coast Championship Wrestling
  - NWA Gulf Coast Heavyweight Championship (1 keer)

- Mid-South Sports
  - NWA Southern Heavyweight Championship (1 keer)

- Professional Wrestling Hall of Fame
  - Charter member inducted in 2002

- World Wrestling Entertainment
  - WWE Hall of Fame (Class of 2010)

- Wrestling Observer Newsletter awards
  - Wrestling Observer Newsletter Hall of Fame (Class of 1996)

- Andere titels
  - Pacific Coast Light Heavyweight Championship (2 keer)
  - Pacific Northwest Middleweight Championship (1 keer)